# Književnost u 1762.
◄◄ | ◄ | 1759. | 1760. | 1761. | 1762.  | 1763. | 1764. | 1765. | ► | ►►
Arhitektura • Astronomija • Biologija • Glazba • Kazalište • Kemija • Kiparstvo • Knjige • Književnost • Kršćanstvo • Medicina • Politika • Pravo • Promet • Slikarstvo • Znanost
Književnost u 1762.

## Hrvatska i u Hrvata

### Književna djela
- Satir iliti divlji čovik Matije Antuna Relkovića

## Vanjske poveznice
|  | Zajednički poslužitelj ima još gradiva o temi Književnost u 1762. |